# 吉伦费尔德
吉伦费尔德是德国莱茵兰-普法尔茨州的一个市镇。总面积14.99平方公里，总人口1422人，其中男性698人，女性724人（2011年12月31日），人口密度95人/平方公里。